# Franc Močnik

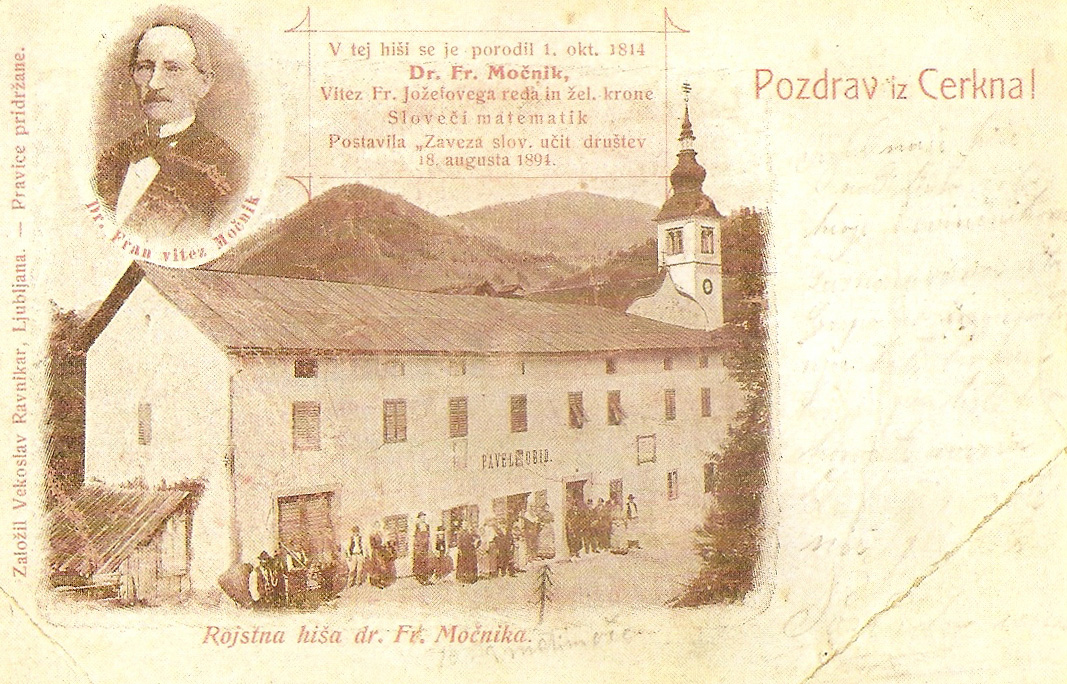
Casa natal de Močnik.

Franc Močnik   (Cerkno, 1 d'octubre de 1814 - Graz, 30 de novembre de 1892) va ser un matemàtic eslovè interessat en l'ensenyament de les matemàtiques.

## Vida i Obra
Močnik va fer els seus primers estudis a la petita ciutat minera de Idrija. Després de fer els seus estudis secundaris a Ljubljana, va ingressar al seminari catòlic-romà de Gorizia per estudiar teologia. Durant la seva estança a Gorizia va coincidir amb l'exiliat Cauchy qui el va encoratjar a estudiar matemàtiques. En acabar els seus estudis de teologia, i no podent ordenar-se sacerdot per la seva joventut, va fer de mestre a escoles de Gorica (actual Gorizia, Itàlia), mentre es preparava simultàniament per doctorar-se en matemàtiques a la universitat de Graz. Després de doctorar-se el 1840, va ser professor de les universitats Tècnica de Lviv (actual Ucraïna) des de 1846 i d'Olomouc (actual Txèquia) des de 1849.
De 1851 a 1860 va ser inspector d'ensenyament primari a Ljubljana i de 1860 a 1869 a Graz. A partir de 1869 va ser inspector regional d'ensenyament de l'Estíria. El 1871 es va jubilar i es va retirar, quedant-se a viure a Graz, on va morir el 1892.
La vocació de Močnik sempre va ser l'ensenyament: va escriure més de 150 llibres de text de matemàtiques (des d'educació infantil fins a secundària), tots en alemany com exigien les autoritats polítiques austríaques, que van ser traduïts a catorze idiomes i que es van reeditar nombroses vegades.